# Igor Paklin
 (juillet 2018).
Si vous disposez d'ouvrages ou d'articles de référence ou si vous connaissez des sites web de qualité traitant du thème abordé ici, merci de compléter l'article en donnant les références utiles à sa vérifiabilité et en les liant à la section « Notes et références ».
Igor Paklin (russe : Игорь Паклин ; né le 15 juin 1963 à Frounzé) est un athlète ayant représenté l'URSS puis le Kirghizistan dans la discipline du saut en hauteur.

## Carrière
Pour ses débuts sur la scène internationale, il termine au pied du podium des Championnats du monde de 1983 tenus à Helsinki, devancé avec 2,29 m au nombre d'essais par le Chinois Zhu Jianhua et l'Allemand Dietmar Mögenburg. Auteur de 2,36 m dès l'année suivante lors du meeting en salle de Milan, il ne peut participer aux Jeux olympiques de Los Angeles en raison du boycott soviétique. Le 4 septembre 1985 à Kōbe, Igor Paklin remporte la finale des Universiades d'été pour la deuxième fois consécutive avec un saut à 2,41 m, soit un centimètre de mieux que le record du monde de son compatriote soviétique Rudolf Povarnitsyn établi trois semaines plus tôt à Donetsk. En 1986 à Rieti, Paklin réalise avec 2,38 m la meilleure performance de l'année. Figurant parmi les favoris des Championnats d'Europe de Stuttgart, il s'adjuge le titre continental en franchissant une barre à 2,34 m. En début de saison 1987, Igor Paklin monte sur la plus haute marche du podium des Championnats du monde en salle d'Indianapolis. Destitué de son record du monde par le Suédois Patrik Sjöberg, fin juin à Stockholm, le Soviétique se classe deuxième des Championnats du monde de Rome avec 2,38 m, à égalité avec Hennadiy Avdyeyenko.

## Palmarès
| Date | Compétition                    | Lieu         | Place | Marque |
| ---- | ------------------------------ | ------------ | ----- | ------ |
| 1983 | Championnats du monde          | Helsinki     | 4e    | 2,29 m |
| 1983 | Universiade                    | Edmonton     | 1er   | 2,31 m |
| 1985 | Universiade                    | Kōbe         | 1er   | 2,41 m |
| 1986 | Championnats d'Europe          | Stuttgart    | 1er   | 2,34 m |
| 1987 | Championnats du monde en salle | Indianapolis | 1er   | 2,38 m |
| 1987 | Championnats du monde          | Rome         | 2e    | 2,38 m |
| 1988 | Jeux olympiques                | Séoul        | 7e    | 2,31 m |
| 1991 | Championnats du monde          | Tokyo        | 10e   | 2,24 m |

### Records
- Record du monde avec 2,41 mètres le 4 septembre 1985 à Kōbe